# José Santos Colmenarez
José Santos Colmenarez (Barquisimeto, Venezuela, 2 de noviembre de 1934-Ibid.; 21 de marzo de 2020) fue un periodista deportivo, narrador, y locutor venezolano. Se destacó principalmente por sus trabajos en periódicos nacionales como El Universal, El Impulso, entre otros.
Fue considerado una figura de referencia del periodismo deportivo venezolano, profesional a carta aval y maestro de varias generaciones de periodistas que encontraron en él un faro luminoso en el ejercicio de la profesión. 

## Biografía

### Primeros años
José Santos nació en la ciudad de Barquisimeto y fue hijo de los venezolanos José Santos Colmenarez y Carmen Colmenarez. Fue el penúltimo de seis hermanos. Durante su adolescencia su madre falleció a manos de una terrible enfermedad y su mala relación con su padre lo impulsó a independizarse a su corta edad. Le apasionaba la poesía viéndola como un arte necesario para la sociedad, escribiéndo varios versos durante su juventud.

### Carrera profesional
Santos se mudó a Caracas en donde durante muchos años publicó un soneto diario en la página 3 del rotativo donde analizaba humorísticamente los acontecimientos cotidianos de una ciudad que conocía, además de versar sobre los sentimientos con el amor en rol protagónico. Se hizo conocido a nivel nacional cuando cubrió para el diario La República El Porteñazo, aquella sublevación de la base naval Agustín Armario contra el gobierno de Rómulo Betancourt a mediados de 1962, siendo el primer periodista en entrevistar a los guerrilleros que se encontraban en el Castillo Libertador logrando además llevar a Caracas escondidos en su ropa interior los rollos de las fotos tomadas por Héctor Rondón Lovera, fotos que a la postre le depararon el Premio Pulitzer al reportero gráfico.
Santos Colmenarez sobresalió en la sección de deportes de El Universal donde reseñó la actividad futbolística y fue más allá como narrador donde se le reconoció como uno de los mejores del país. Su fina prosa encantó a los lectores hasta los años 80 cuando decidió marcharse a otros derroteros principalmente en Venevisión, cubriendo varios mundiales de fútbol de la década mostrando una enorme capacidad descriptiva. Entonces compartió tribuna con Gonzalo Enrique "Chichí" Hurtado, Miguel Sanmartín, Omar Lares, Álvaro Miranda y José Visconti, entre otros, quienes pudieron valorar su simpatía, profesionalismo y camaradería. Fue a su vez amigo y promotor de Alfonso Saer, a quien apodaba como Turquestan. Entre sus columnas más famosas se encuentran Bufete de Picapletio, la cual marcó época a nivel nacional.

### Últimos Años
Santos trabajó en el Lagunita Country Club de Caracas bajo el cargo de jefe de comunicaciones en la gestión de Tobias Itriago durante más de veinte años en donde buscó el acercamiento con otros clubes sociales promocionando el Golf junto con sus colegas Humberto Beto Perdomo y Chiquitín Attedgui, quienes durante más de diez años organizaron el Torneo de la Prensa donde participaban locutores y periodistas deportivos. Su pasión por el golf, deporte que llegó a dominar con propiedad, lo convirtió en un golfista insuperable en el green.
Decidió regresar a su natal Barquisimeto tras retirarse del periodismo donde ubicó su residencia a poca distancia del Barquisimeto Golf Club compartiendo con viejos y nuevos amigos y disfrutando su vejez.

### Vida Familiar
José Santos contrajo matrimonio en Caracas con Asteria Peña (1942-2017), una joven venezolana oriunda de Barquisimeto. De esa unión marital nacerán cinco hijos: Elisa (1961), José Santos (1963), María Isolina (1964), Dumalena (1967) y Christian Rafael (1972). Hasta su muerte tuvo diez nietos y tres bisnietos en total. 

### Muerte
En marzo de 2018, Santos sufrió de un accidente cerebrovascular en el hemisferio derecho del cerebro, privándolo de poder caminar por su cuenta. Recibió constante y lento tratamiento gracias a la ayuda de amigos y familia. En diciembre de 2019, Santos sufrió una caída de la cual resultó con la cadera fracturada y tras una operación en la que le injertaron una prótesis, su organismo rechazó la atención médica y no pudo recuperarse. Finalmente, el sábado 21 de marzo de 2020 falleció víctima de complicaciones rodeado de sus familiares más cercanos.